# 歯原性粘液腫
歯原性粘液腫（しげんせいねんえきしゅ）とは、歯原性間葉組織に由来する粘液腫様組織からなる腫瘍で顎骨内部に生じるものである。
局所的侵襲性に、骨梁間に侵入増殖する傾向を示し、完全に除去することが困難で再発は稀ではない。
顎骨の粘液腫は、歯原性上皮を含むことがあることからほとんどが歯原性起源のもと推測される。
10-50代に発生し、わずかに女性好発する傾向にあり、下顎臼歯部に起こりやすい。
エックス線像では、細かい樹枝状の不透過像を呈する。
組織学的には、主に細長い突起を有する星状及び紡錘形の濃縮した核を有する細胞が粘液性基質中に存在し、コラーゲン線維は乏しい。また、歯原性上皮島が散見されることがある。骨質は吸収され、骨皮質が部分的に消失することがある。